# Lamure-sur-Azergues
Pour l’article ayant un titre homophone, voir La Mure (homonymie).
Lamure-sur-Azergues est une commune française située dans le département du Rhône, en région Auvergne-Rhône-Alpes.

## Géographie
Situé à une cinquantaine de kilomètres au nord-ouest de l'agglomération lyonnaise, le village de Lamure-sur-Azergues est en plein cœur du Beaujolais vert. Un territoire où se marient espaces boisés et agricoles pour former des paysages bien agréables à l'œil.
Le village de Lamure est niché au cœur de la haute vallée d'Azergues. Sur la place de la mairie, située au bord de l'Azergues, l'altitude n'est que de 383 mètres alors que le sommet de la Pyramide, le point le plus haut de la commune, se situe à 888 m.
Depuis le massif du Saint-Rigaud, deux chaines de montagnes bordent la vallée d'Azergues :
- l'une à l'est forme la limite entre le Beaujolais vert et celui plus connu du Beaujolais rouge (viticole) où serpente la vallée de la Saône ;
- l'autre à l'ouest constitue la limite de partage des eaux avec l'Azergues qui coule vers la Méditerranée et le Reins qui coule vers l'Atlantique ;
- chacune de ces deux lignes de crêtes est parcourue par les sentiers de grande randonnée GR7 et GR7A.

Cette orientation nord-sud de la vallée laisse souvent la bise s'engouffrer durant l'hiver. Parfois des chutes de neige importantes peuvent avoir lieu en hiver, avec de 20 à 40 cm.

### Climat
Pour des articles plus généraux, voir Climat d'Auvergne-Rhône-Alpes et Climat du Rhône.
En 2010, le climat de la commune est de type climat des marges montargnardes, selon une étude du Centre national de la recherche scientifique s'appuyant sur une série de données couvrant la période 1971-2000. En 2020, Météo-France publie une typologie des climats de la France métropolitaine dans laquelle la commune est exposée à un climat de montagne ou de marges de montagne et est dans la région climatique  Nord-est du Massif Central, caractérisée par une pluviométrie annuelle de 800 à 1 200 mm, bien répartie dans l’année. 
Pour la période 1971-2000, la température annuelle moyenne est de 10,1 °C, avec une amplitude thermique annuelle de 16,9 °C. Le cumul annuel moyen de précipitations est de 932 mm, avec 10,6 jours de précipitations en janvier et 7,5 jours en juillet. Pour la période 1991-2020, la température moyenne annuelle observée sur la station météorologique de Météo-France la plus proche, « Saint-Cyr-Chatoux », sur la commune de Saint-Cyr-le-Chatoux à 6 km à vol d'oiseau, est de 10,7 °C et le cumul annuel moyen de précipitations est de 959,9 mm,. Pour l'avenir, les paramètres climatiques de la commune estimés pour 2050 selon différents scénarios d'émission de gaz à effet de serre sont consultables sur un site dédié publié par Météo-France en novembre 2022.

## Urbanisme

### Typologie
Au 1er janvier 2024, Lamure-sur-Azergues est catégorisée commune rurale à habitat dispersé, selon la nouvelle grille communale de densité à sept niveaux définie par l'Insee en 2022.
Elle est située hors unité urbaine et hors attraction des villes,.

### Occupation des sols
L'occupation des sols de la commune, telle qu'elle ressort de la base de données européenne d’occupation biophysique des sols Corine Land Cover (CLC), est marquée par l'importance des forêts et milieux semi-naturels (62,9 % en 2018), une proportion sensiblement équivalente à celle de 1990 (63,3 %). La répartition détaillée en 2018 est la suivante : 
forêts (56,2 %), prairies (26,1 %), milieux à végétation arbustive et/ou herbacée (6,6 %), zones urbanisées (6,1 %), zones agricoles hétérogènes (5 %). L'évolution de l’occupation des sols de la commune et de ses infrastructures peut être observée sur les différentes représentations cartographiques du territoire : la carte de Cassini (XVIIIe siècle), la carte d'état-major (1820-1866) et les cartes ou photos aériennes de l'IGN pour la période actuelle (1950 à aujourd'hui).

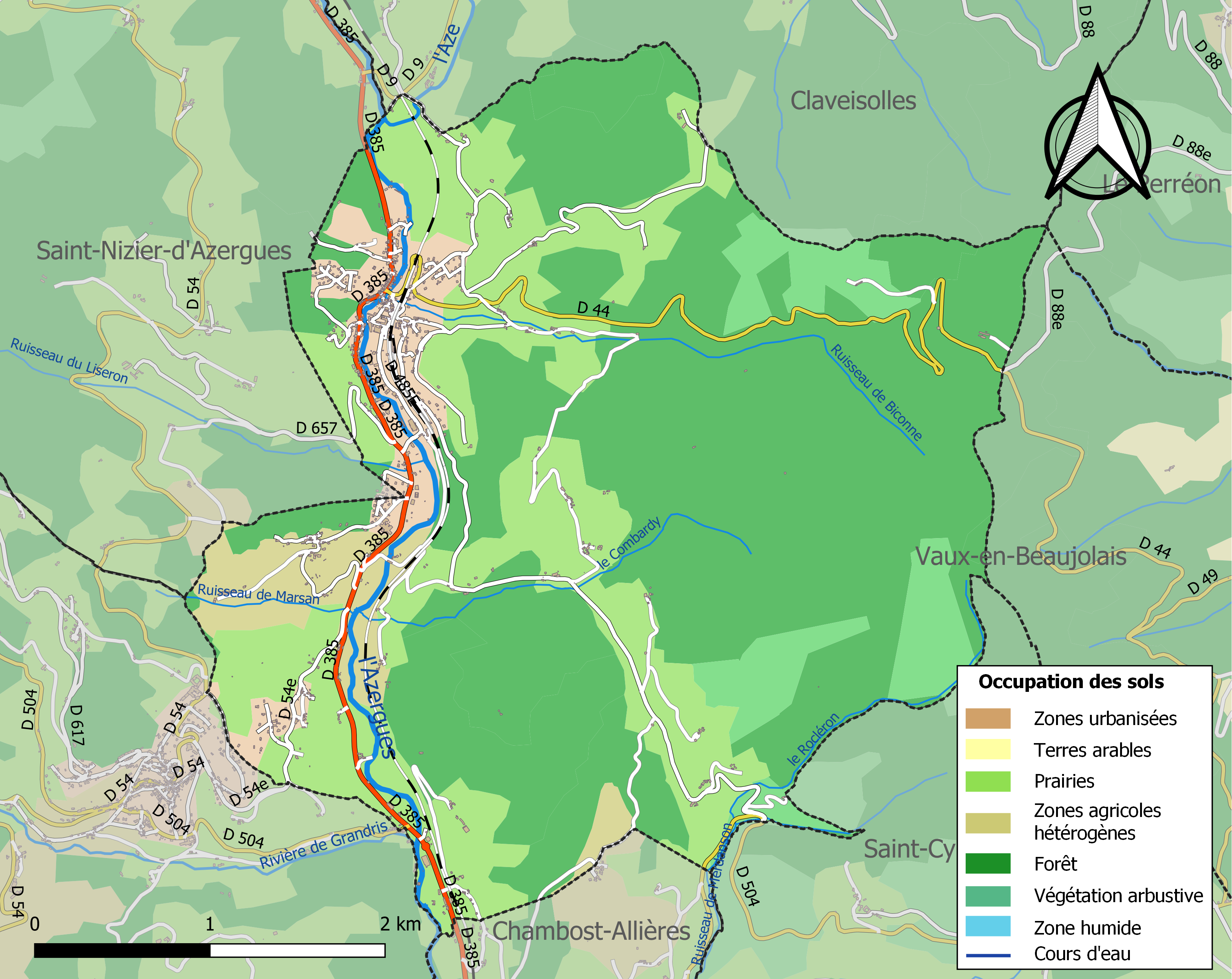
Carte des infrastructures et de l'occupation des sols de la commune en 2018 (CLC).

## Toponymie
Semble tirer l’origine de son nom de murs, dans le sens de « murs en ruines », « vestiges de constructions », d’« habitations rustiques » mais murées d'une part, et de la rivière l'Azergues d'autre part.

## Histoire
Le village de Lamure n'a pendant longtemps qu'une importance secondaire.

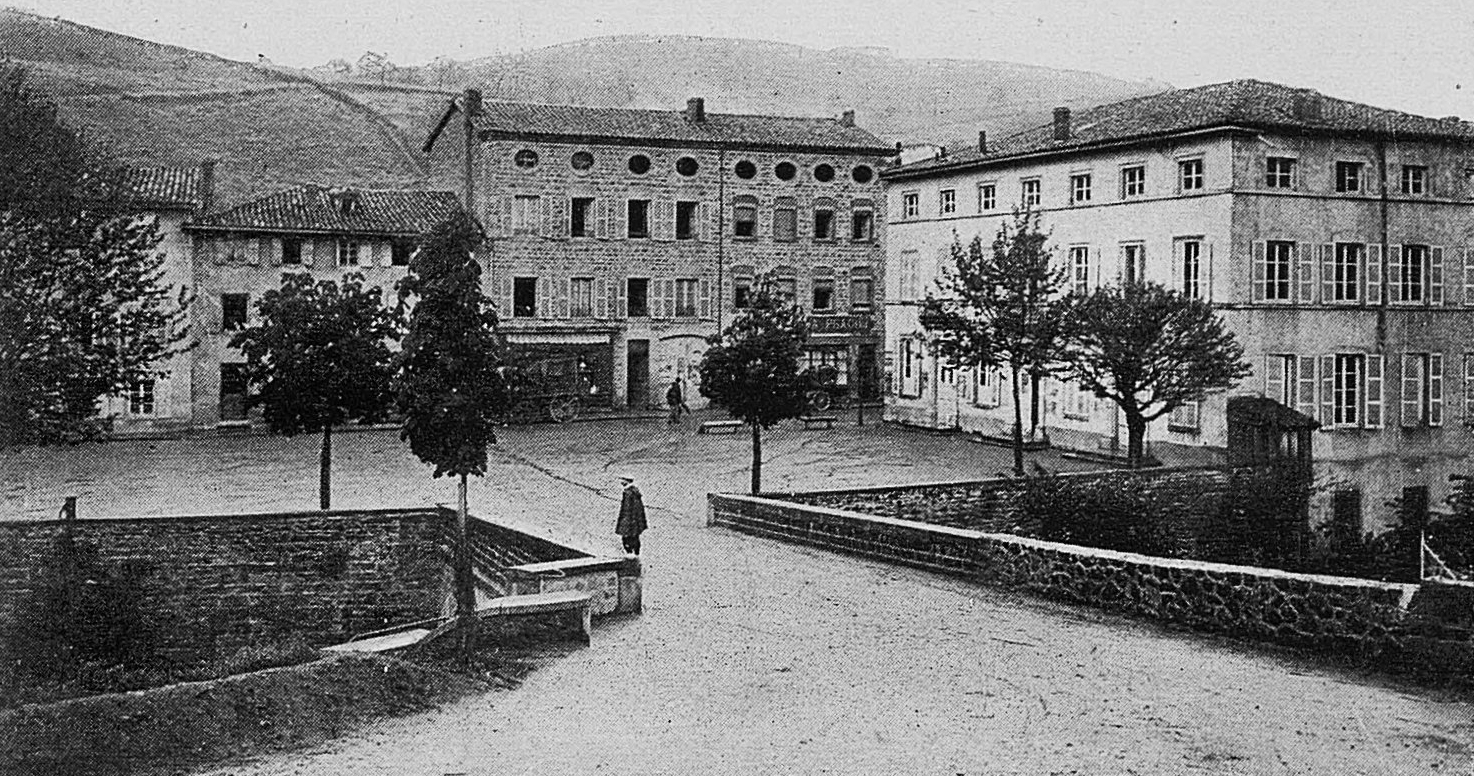
La place du bourg au début du XXe siècle.

Annexe de la paroisse de Claveisolles du XVIe au XVIIIe siècle, Lamure dépend en grande partie de la seigneurie de Pramenoux.  
Sébastien-Yves de Ronchevol, seigneur de Pramenoux, complète les droits de sa famille en achetant les droits de justice sur le village de Lamure par un acte daté du 7 janvier 1604.
À la Révolution, Lamure devient une commune et un chef-lieu de canton du département du Rhône-et-Loire, puis du Rhône en 1793.
Pendant la Seconde Guerre mondiale, des réfractaires du STO se regroupent à partir de 1943 dans les forêts avoisinantes et forment le « maquis de l’Azergues ». Le 14 juillet 1944, les résistants de la vallée d’Azergues, FTP et FFI, se rassemblent en armes devant le monument aux morts de Lamure-sur-Azergues avec la population locale pour chanter la Marseillaise. En représailles, 52 personnes sont fusillées à Châtillon-d’Azergues le 19 juillet 1944,.
En 2015, Lamure-sur-Azergues perd son rôle de chef-lieu de canton et intègre celui de Tarare.
HÉRALDIQUE: De gueules au chateau ruiné d'argent maçonné de sable ouvert du champ et posé sur une burelle d'or.au chef du même chargé d'un lion issant de sable armé et lampassé de gueules et au lambel à cinq pendants aussi de gueules brochant.

## Politique et administration

### Administration municipale

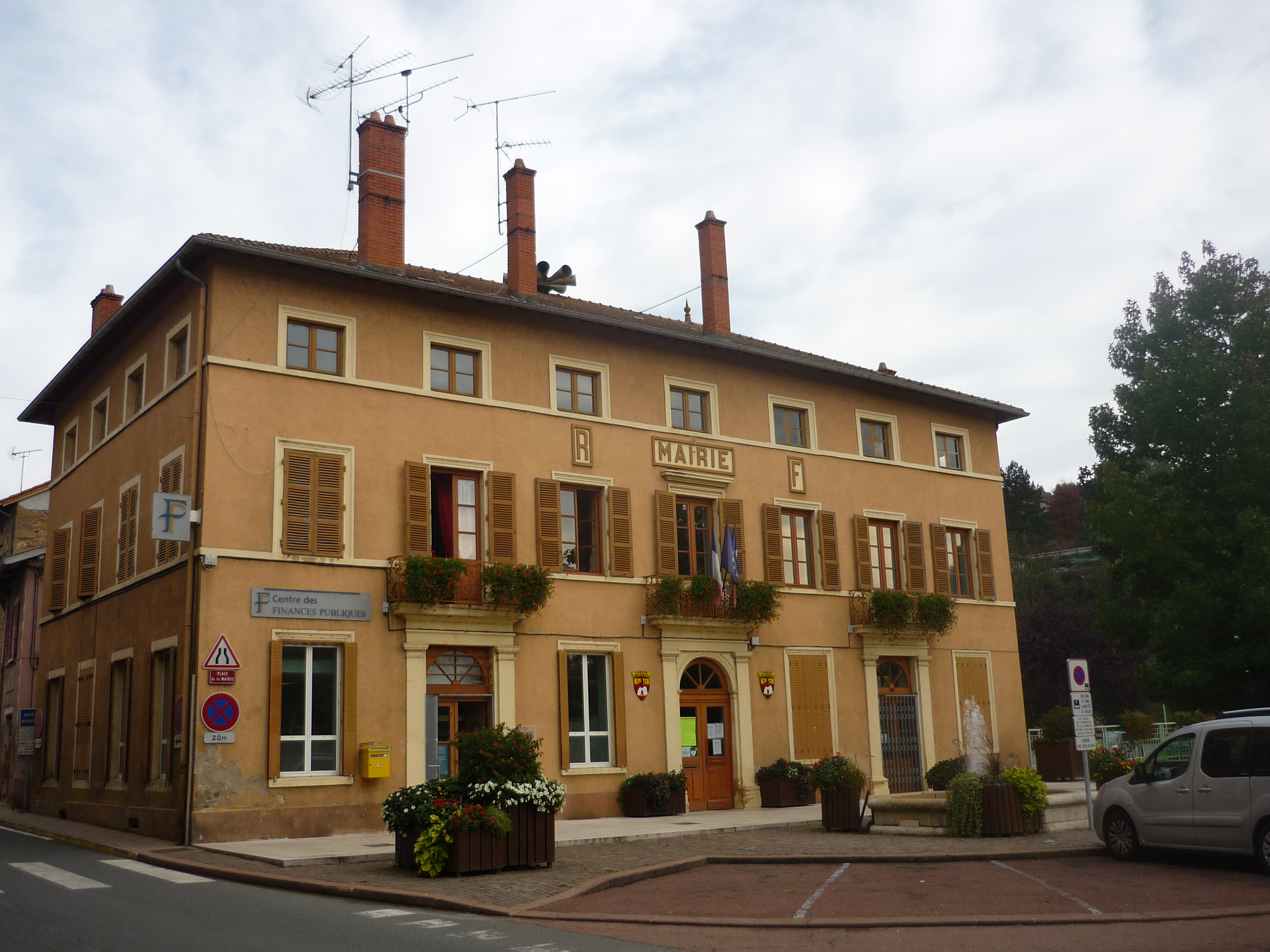
La mairie.

| Période                                  | Période   | Identité          | Étiquette | Qualité                                   |
| ---------------------------------------- | --------- | ----------------- | --------- | ----------------------------------------- |
|                                          |           | Desarbres         |           | maire en 1859                             |
| avant 1981                               | ?         | Louis-Aimé Michon |           |                                           |
| 2001                                     | 2004      | Charles Piraudon  |           | cadre EDF à la retraite                   |
| 2004                                     | 2008      | Gérard Couleur    |           | Ancien professeur et principal de collège |
| mars 2008                                | mars 2020 | Bernard Rossier   |           | Enseignant forestier                      |
| mars 2020                                | en cours  | Marc Desplaces    |           | Charpentier                               |
| Les données manquantes sont à compléter. |           |                   |           |                                           |

### Intercommunalité
La commune fait partie de la communauté d'agglomération de l'Ouest Rhodanien.

## Population et société

### Démographie
L'évolution du nombre d'habitants est connue à travers les recensements de la population effectués dans la commune depuis 1793. Pour les communes de moins de 10 000 habitants, une enquête de recensement portant sur toute la population est réalisée tous les cinq ans, les populations de référence des années intermédiaires étant quant à elles estimées par interpolation ou extrapolation. Pour la commune, le premier recensement exhaustif entrant dans le cadre du nouveau dispositif a été réalisé en 2007.

En 2022, la commune comptait 1 051 habitants, en évolution de +0,29 % par rapport à 2016 (Rhône : +3,93 %, France hors Mayotte : +2,11 %).
| 1793 | 1800 | 1806 | 1821  | 1831  | 1836  | 1841  | 1846  | 1851  |
| ---- | ---- | ---- | ----- | ----- | ----- | ----- | ----- | ----- |
| 864  | 874  | 949  | 1 017 | 1 111 | 1 268 | 1 184 | 1 214 | 1 188 |

| 1856  | 1861  | 1866  | 1872  | 1876  | 1881  | 1886  | 1891  | 1896  |
| ----- | ----- | ----- | ----- | ----- | ----- | ----- | ----- | ----- |
| 1 215 | 1 134 | 1 124 | 1 047 | 1 086 | 1 201 | 1 256 | 1 126 | 1 329 |

| 1901  | 1906  | 1911  | 1921 | 1926 | 1931 | 1936 | 1946  | 1954 |
| ----- | ----- | ----- | ---- | ---- | ---- | ---- | ----- | ---- |
| 1 123 | 1 060 | 1 148 | 958  | 976  | 978  | 985  | 1 037 | 993  |

| 1962  | 1968 | 1975 | 1982 | 1990 | 1999 | 2006  | 2007  | 2012  |
| ----- | ---- | ---- | ---- | ---- | ---- | ----- | ----- | ----- |
| 1 026 | 852  | 826  | 799  | 782  | 871  | 1 034 | 1 055 | 1 035 |

| 2017  | 2022  | - | - | - | - | - | - | - |
| ----- | ----- | - | - | - | - | - | - | - |
| 1 048 | 1 051 | - | - | - | - | - | - | - |

### Sports
Le village compte un club de football, l'Éveil Sportif Lamurien (ESL), un club de tennis, un club de badminton (Les Accros du Bad), un club de volley et un club de karaté / bodykaraté[réf. nécessaire].

### Cadre de vie
Sur la commune sont implantés des commerces.

## Culture et patrimoine

### Lieux et monuments
- Église Saint-Martin
- Gare de Lamure-sur-Azergues.

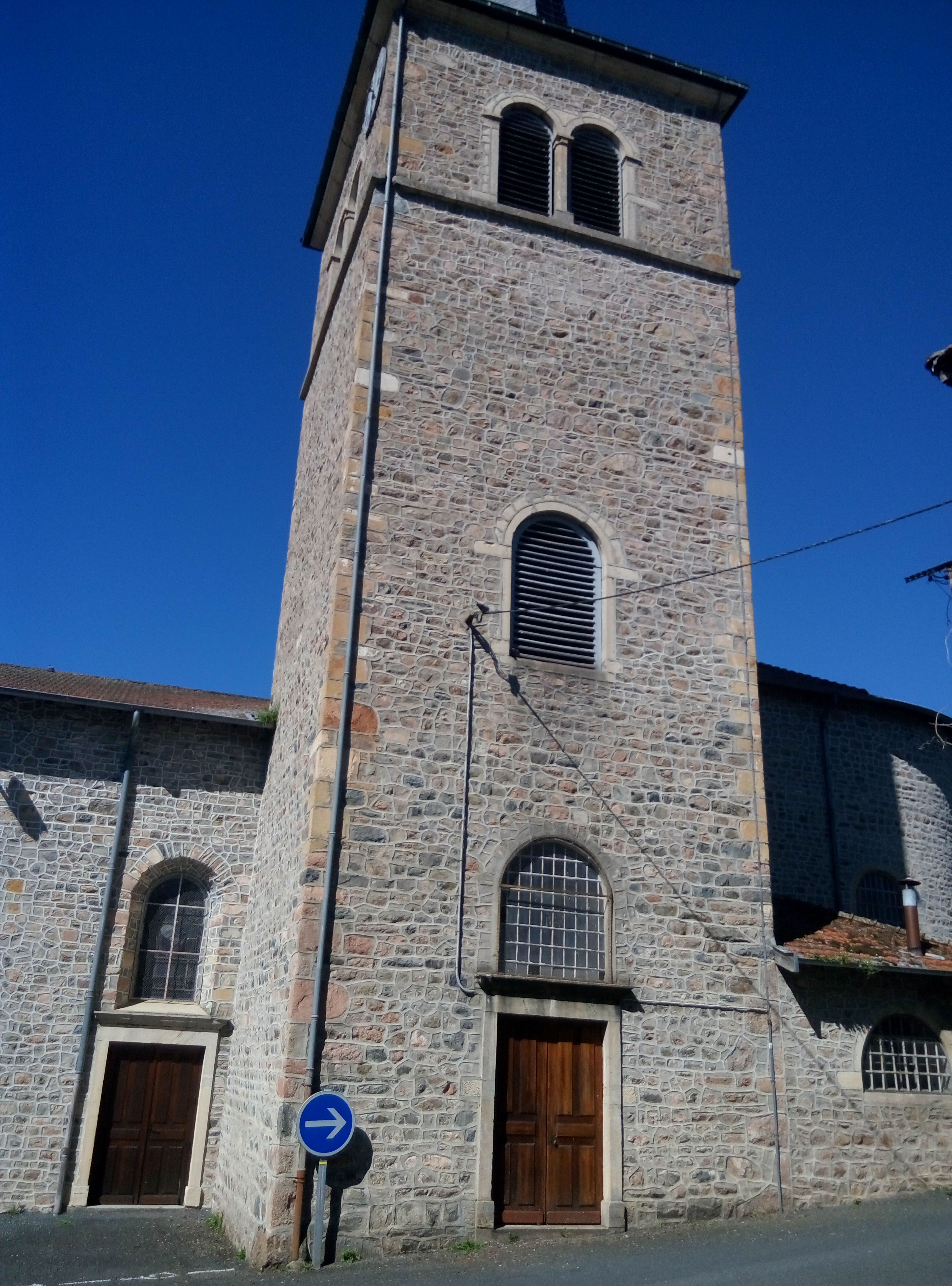
Le clocher de l'église Saint-Martin en 2016.

- Col de la Croix Montmain en limite est du territoire communal, emprunté par le sentier de grande randonnée 76 et par la 8e étape du Tour de France 2019.

### Personnalités liées à la commune
- Jean Salque, maire et conseiller général.